# Rathaus (Leeder)

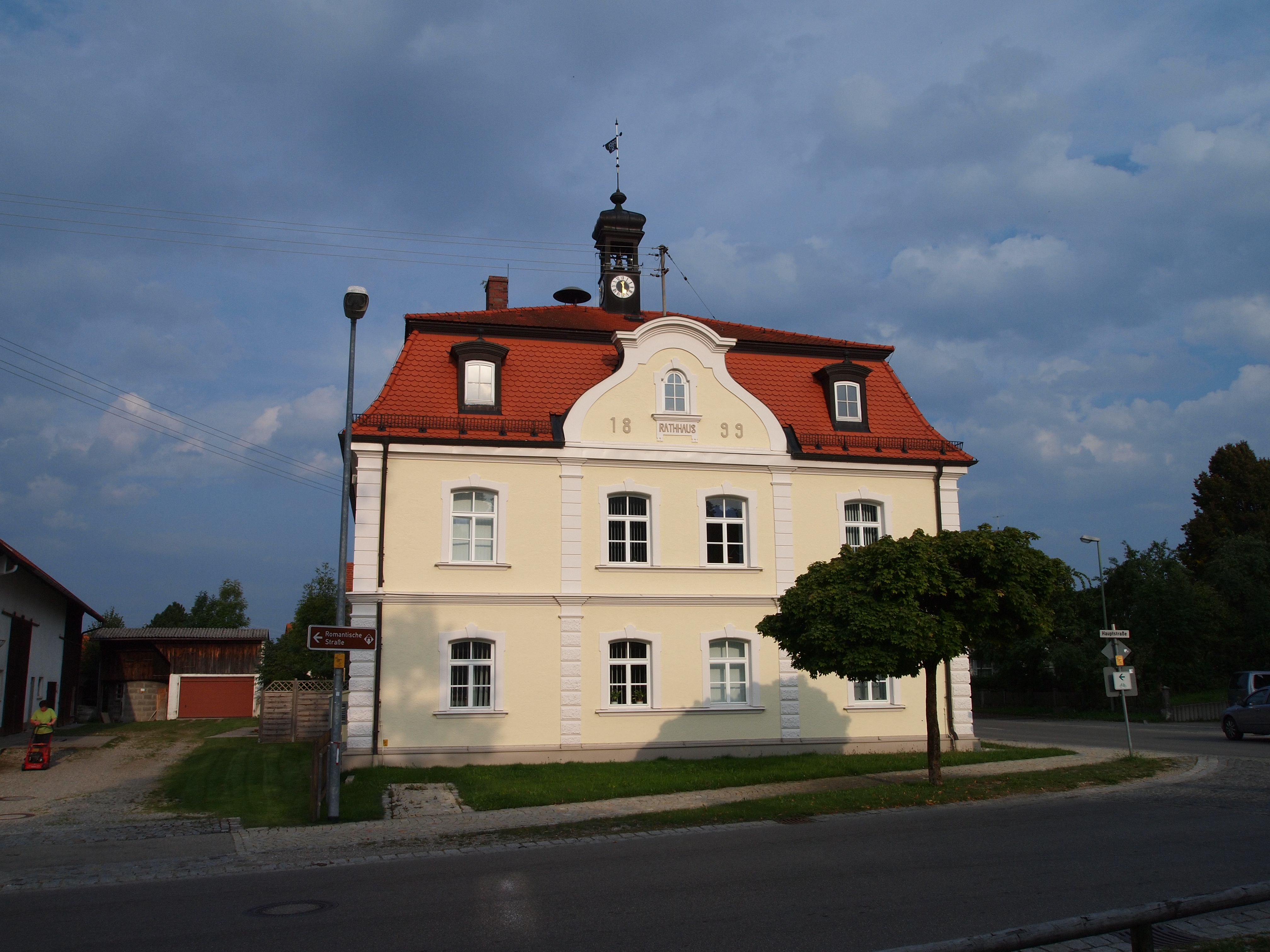
Rathaus in Leeder

Das Rathaus in Leeder, einem Ortsteil der Gemeinde Fuchstal im oberbayerischen Landkreis Landsberg am Lech, wurde 1899 über einem Kellergewölbe wohl des 16. Jahrhunderts errichtet. Das Rathaus an der Bahnhofstraße 1, im Kreuzungsbereich zur Hauptstraße, ist ein geschütztes Baudenkmal. 
Der zweigeschossige Putzbau in Ecklage mit abgewalmten Mansarddach und offenem Dachreiter wurde nach Plänen des Bauamtsassessors Wiedmann aus Kempten errichtet. Im Erdgeschoss war bis 1960 die Polizeistation und bis 1976 die Feuerwehr untergebracht. Schauseite des Gebäudes ist die vierachsige Westfassade mit barockisierendem Schweifgiebel. Der Dachreiter als Uhrturm hat eine gedrungene Zwiebelhaube. 
Der Haupteingang mit einem von einer Säule gestützten Vorbau liegt an der von der Straße abgewandten Ostseite. Die Fassade wird durch ein umlaufendes, kräftig profiliertes Gesims und bossierte Pilaster gegliedert. Die aufgeputzten Faschen der stichbogigen Fenster sind mit stilisierten Scheitelsteinen betont.   
Die zur gleichen Zeit errichtete Remise, in der u. a. das Gefängnis untergebracht war, ist ein Putzbau mit Schweifgiebel und Pultdach.